# Jesse Weldon Fell

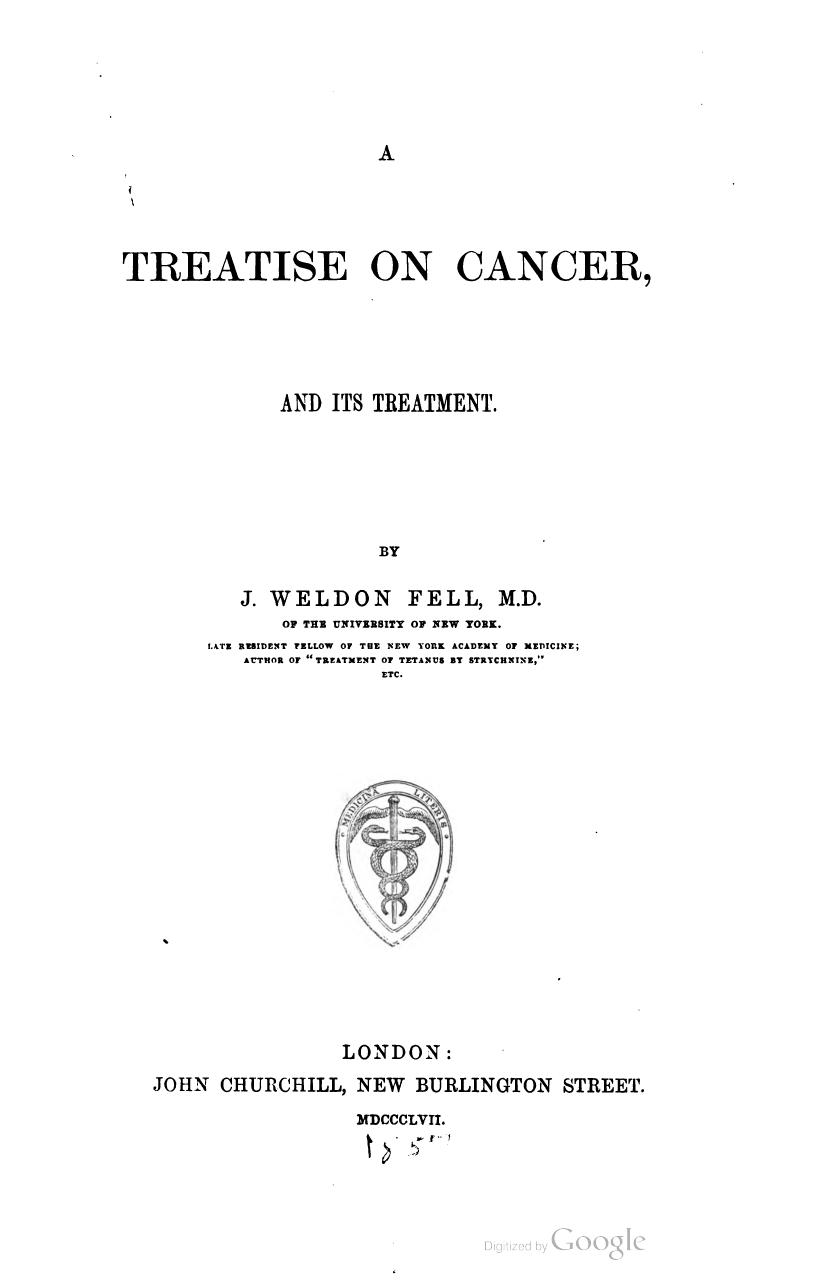
Titelseite von A Treatise on Cancer (1857)

Jesse Weldon Fell (geboren am 3. August 1819 in Belvidere, New Jersey; gestorben am 6. November 1889 in London) war ein US-amerikanischer Mediziner, seinerzeit bekannt als Erfinder einer angeblich revolutionären Behandlung von Krebs. Seine Therapie beruhte auf der Anwendung einer ätzenden Salbe, deren wesentliche Bestandteile Kanadische Blutwurz und Zinkchlorid waren.

## Leben

### Frühe Jahre
Fell war der Sohn des Arztes Samuel W. Fell (1788–1825) und von Lydia Dusenbery (1790–1839). Sein Großvater war der gleichnamige Jesse Fell, Erfinder eines offenen Rostes zur Steinkohleverbrennung. 1839 heiratete er Catherine Menagh Dunn (1820–1853) und ließ sich in Port Colden, Warren County nieder, wo er als Angestellter im Laden von William Dusenbery arbeitete, einem Verwandten mütterlicherseits und Gründer der Ortschaft Port Colden. Mit 22 Jahren gab er diese Stelle auf, zog mit seiner Familie nach New Hampton und begann bei Dr. Robert McClenahan, einem ortsansässigen Arzt, eine medizinische Ausbildung. Im Herbst des gleichen Jahres 1842 zog er weiter nach New York, wo er sich an der neu gegründeten Medical School der University of New York (heute die New York University Grossman School of Medicine) einschrieb und zwei Jahre später dort abschloss. Er begann zu praktizieren und wurde am 13. Januar 1847 einer der Mitbegründer der New York Academy of Medicine. Offenbar kam es dann bald zu einer Auseinandersetzung, da er am 5. Juli 1848 seinen Austritt anbot. Die Hintergründe sind unklar und die Angelegenheit zog sich noch einige Jahre hin. Es hat sich vermutlich um den Vorwurf gehandelt, Fell habe mit einem notorischen Kurpfuscher zusammengearbeitet, weshalb man ihm einen regulären Austritt (honorable dismission) zu verwehren suchte. Es scheint ein gewisser Dr. Gilbert gewesen zu sein, mit dem zusammen Fell an einer neuartigen Krebstherapie gearbeitet haben soll.
Weiteres Ungemach traf Fell, als 1853 seine Frau an Tuberkulose starb. Von den vier Kindern des Paares, Samuel Weldon (1839–1840), George Slocum (*† 1842), Alice Blanche (1843–1850) und Jessie Helen Dennis (1847–1902), überlebte nur die jüngste Tochter. Im Mai 1855 heiratete er die damals 23-jährige, aus einer Puritaner-Familie stammende Elizabeth Ayrault Smith (1832–1888) und begab sich zusammen mit seiner Tochter und seiner neuen Frau auf eine Reise nach Europa, zunächst um die Weltausstellung in Paris zu besuchen. Tatsächlich scheint Fell entschlossen gewesen zu sein, die Anfeindungen seiner Gegner in der Akademie hinter sich zu lassen und eine Fortsetzung seiner Laufbahn in Europa zu suchen.

### London

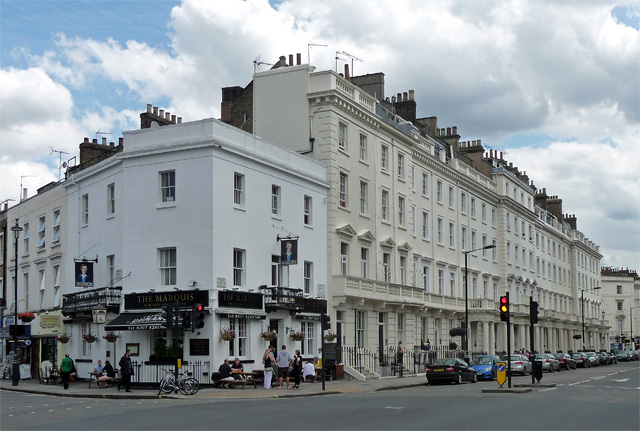
Warwick Square. Das von Fell gemietete Haus befindet sich ungefähr in der Mitte der rechten Häuserzeile.

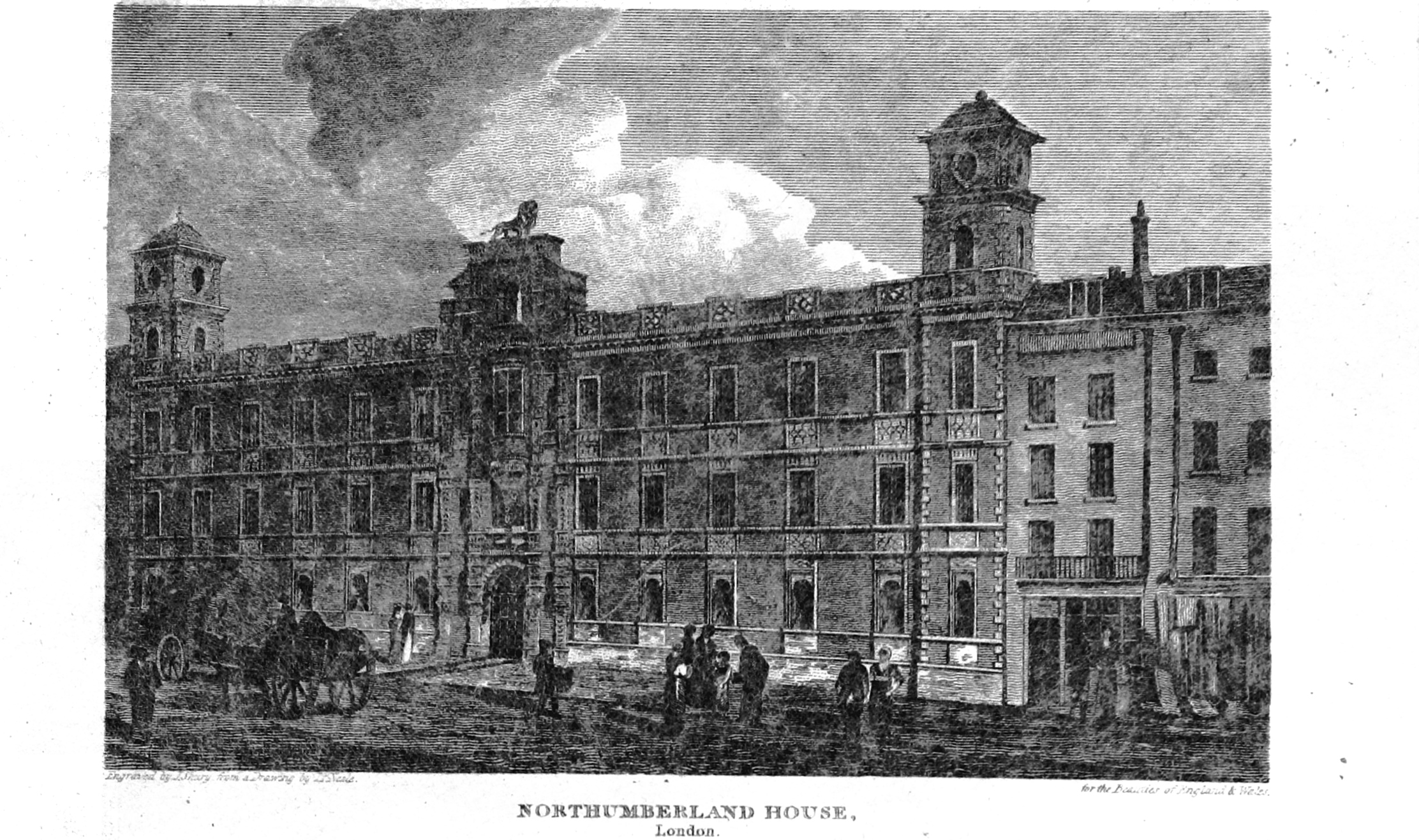
Northumberland House 1820

Fell ließ sich in London nieder, wo er sich zunächst in relativ ärmlich ausgestatteten Räumen in Pimlico etablierte, im Dezember 1856 aber schon in bester Lage am Warwick Square eine neue Praxis eröffnete. Er mietete eine Wohnung im Northumberland House, führte ein großes Haus mit Pferden, Kutsche und Dienerschaft, zahlte eine hohe Miete von 1250 Dollar im Jahr und prominente Besucher aus den Vereinigten Staaten wie P. T. Barnum oder die Opernsängerin Jenny Lind zählten zu seinen Bekannten.

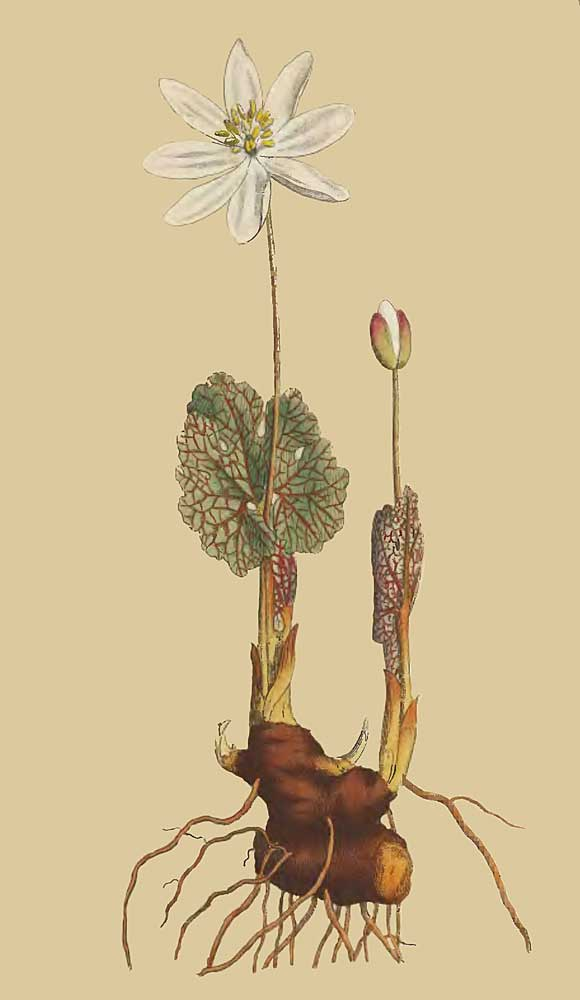
Die Kanadische Blutwurz in einer botanischen Zeitschrift von 1791.

In seiner Praxis begann er seine neue Krebstherapie anzuwenden, suchte damit aber zunächst keine Aufmerksamkeit der Öffentlichkeit oder in der akademischen Welt. Bei seiner Suche nach einem Heilmittel für Krebserkrankungen war er zu der Überzeugung gelangt, dass nicht der chirurgische Eingriff mit all seinen Risiken und Unwägbarkeiten die richtige Form der Behandlung sei, sondern dass das Heilwissen der Naturvölker den Weg zur Krebstherapie weisen würde. Er verfiel auf eine von nordamerikanischen Indianern am Ufer des Lake Superior verwendete Heilpflanze, von den Cherokee-Indianern puccoon genannt, wissenschaftlich Sanguinaria canadensis oder auch „Kanadische Blutwurz“. Mit dieser Pflanze als Hauptbestandteil entwickelte er eine Paste, mit der er oberflächliche Krebsgeschwüre zu behandeln begann. Um die Wirkung zu verbessern, fügte er später der Salbe das Ätzmittel Zinkchlorid hinzu. Die Wirkung war Fell zufolge bemerkenswert, da „große Krebsgeschwüre binnen weniger Wochen verschwinden, mit wenigen oder keinen Schmerzen für den Patienten.“ Bei der Behandlung wurde die Haut an mehreren Stellen flach eingeschnitten, um dem Wirkstoff Zugang zum Geschwür zu verschaffen. Anschließend wurden mit der Salbe bestrichene Baumwollstreifen in die Schnitte gelegt. „Nach Ablauf von zwei bis vier Wochen ist die Krankheit zerstört und das Krebsgewebe fällt ab, eine flache, gesunde Wunde zurücklassend, die im allgemeinen sehr schnell heilt.“ Die Zubereitung wurde in der Folge als „Fellsche Salbe“ (Fell’s Paste) bekannt. Neben dieser Salbe aus Blutwurz und Zinkchlorid verwendete Fell eine weitere Paste zur Tumorbehandlung, deren wirksamer Bestandteil das Bleiiodid war, eine hochgiftige Bleiverbindung.

### Der Versuch amMiddlesex Hospital
Da Fell in London als Ausländer und Vertreter einer unkonventionellen Krebstherapie die Angriffe etablierter Kollegen fürchten musste, verfiel er auf die Idee, an einem Tag in der Woche seine Praxis für interessierte Kollegen zu öffnen und seine Therapie zu demonstrieren. Das Angebot wurde angenommen und Fell zufolge besuchten über 100 Ärzte ihn an diesen offenen Praxistagen, darunter einige der angesehensten Mediziner des Landes, die sich über seine Arbeit in den „höchsten Tönen“ geäußert haben sollen. Nicht alle waren beeindruckt, insbesondere äußerte Spencer Wells, Herausgeber der Medical Times and Gazette, Zweifel daran, dass die Therapie tatsächlich kaum Schmerzen verursachen solle, wie Fell behauptete.
Immerhin gelang es Fell, öffentliche Aufmerksamkeit zu erregen. In der Presse wurde berichtet, in Fachzeitschriften wie zum Beispiel der Lancet wurde er zur Kenntnis genommen und einige Chirurgen des Middlesex Hospital, damals ein Krankenhaus mit einem besonderen Forschungsschwerpunkt in der Krebsbehandlung, waren so interessiert, dass Fell angetragen wurde, einen klinischen Versuch am Middlesex Hospital durchzuführen, unter der Bedingung, dass er den ansässigen Ärzten seine Methoden offenlege und die Ergebnisse binnen sechs Monaten publiziere. Im Januar 1857 begann der Versuch und Fell übernahm Fälle auf drei Stationen mit ca. 60 Patienten. Im Juni veröffentlichte Fell A Treatise on Cancer, and Its Treatment, einen Aufsatz über den Krebs im Allgemeinen und seine Krebstherapie im Besonderen. Im Oktober erschien ein Bericht der Ärzte des Middlesex Hospital über den Versuch. In dem Bericht wurde festgestellt, dass die Behandlungsmethode Fells weniger blutig sei als ein chirurgischer Eingriff und weniger schmerzhaft als andere Behandlungsformen mit ätzenden Substanzen. Zudem sei es nicht erforderlich, dass die Patienten Bettruhe hielten, im Gegenteil würden sie ermuntert, sich an der frischen Luft zu bewegen, was ihrem Befinden förderlich sei. Über den langfristigen Erfolg der Therapie könne man allerdings keine Aussagen machen. Von 21 von Fell behandelten Patienten sei in 7 Fällen der Ausgang noch ungewiss, und von den verbleibenden 14 Fällen sei nur bei 4 ein Rezidiv aufgetreten. Hier muss allerdings angemerkt werden, dass es damals nicht möglich war, etwa durch eine Biopsie und anschließende mikroskopische Untersuchungen gutartige Tumore von bösartigen zu unterscheiden. In wie vielen der behandelten Fälle es sich tatsächlich um Krebs handelte, muss daher offen bleiben.
Gerade hier knüpfte dann die sich im Laufe der folgenden Monate verschärfende Kritik der Lancet an, die feststellte, dass in zahlreichen Fällen von einer Heilung keine Rede sein könne, da der Krebs nicht verschwunden sei und neue Tumore entstanden seien. Auch kritisierte man die von Fell anfangs praktizierte Geheimhaltung der in seiner Salbe verwendeten Ingredienzien. Das British Medical Journal schließlich konstatierte, dass es Fell gelungen sei, in kurzer Zeit eine ausgedehnte und sicherlich höchst lukrative Praxis zu etablieren, wobei es einen gewissen Berufsneid auf den smarten und erfolgreichen Yankee deutlich anklingen ließ. Vor allem nach der Publikation von A Treatise on Cancer wurden die Reaktionen des medizinischen Establishments zunehmend aggressiver. The Lancet nannte Fell einen „Medizinmann aus dem Westen“. Insbesondere, dass Fell sich das Heilwissen amerikanischer Indianer zunutze gemacht habe, erregte Anstoß, und das British Medical Journal bezeichnete das abfällig als science from savagery („Wissenschaft der unwissenden Wilden“), es sei a charming fable from the backwoods of America, ein „amerikanisches Urwaldmärchen“, und man bezweifelte die therapeutische Wirksamkeit der Blutwurz. Als wirksamer Bestandteil der Fellschen Salbe blieb dann das Zinkchlorid, dessen Verwendung in der Krebsbehandlung schon von anderen Ärzten gründlich untersucht worden sei, zum Beispiel von Benjamin Collins Brodie, einem der führenden Mediziner der Zeit. Außerdem unterstellte man Fell geschäftstüchtige Geheimniskrämerei, was ihn implizit in die Nähe der Hersteller von Patentmedizinen und den Verkäufern von Schlangenöl rückte.

### Der Fall Emily Gosse

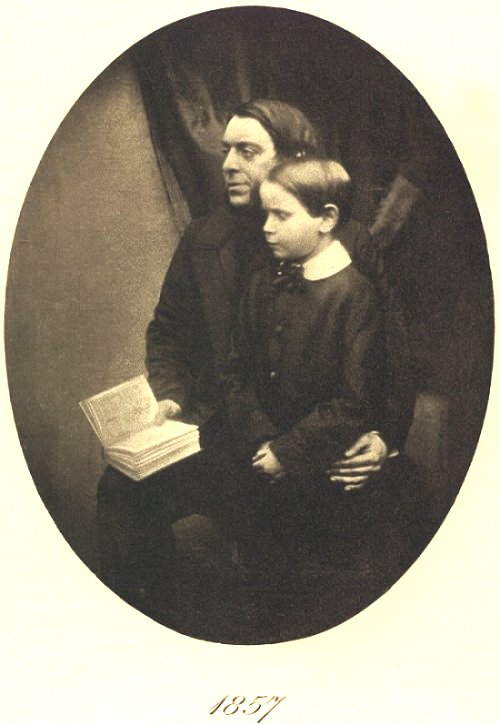
Philip Henry Gosse mit seinem Sohn Edmund im Jahr des Todes von Emily Gosse (1857)

Eine der Patientinnen Fells, deren Krebs in immer neuen Tumoren wiederkehrte und schließlich zu ihrem Tod führte, war Emily Gosse.
Der Fall ist bekannt durch den Bericht von Edmund Gosse, der in seinem 1907 erschienenen autobiographischen Roman Vater und Sohn in Kapitel 3 die Krankheit und den Tod seiner Mutter beschreibt, die 1857 an Brustkrebs starb und von Fell behandelt worden war. Medizinische Einzelheiten der Behandlung finden sich hier nicht, dafür jedoch in einer von dem Naturforscher Philip Henry Gosse, dem Vater von Edmund Gosse, verfassten Erinnerungsschrift, die er kurz nach dem Tod seiner Frau verfasste und worin er Krankheit und Therapie detailliert beschrieb.
Im April 1856 bemerkte Emily Gosse einen Knoten in ihrer Brust und ließ sich auf Anraten einer Freundin von einem Arzt untersuchen, der Brustkrebs diagnostizierte. Die Diagnose wurde von zwei weiteren Ärzten bestätigt, zuletzt von James Paget, der seinerzeit als Autorität bei Krebserkrankungen galt. Paget empfahl eine sofortige Amputation der Brust. Die Risiken einer solchen Operation ließen das Ehepaar Gosse jedoch zögern. Henry Salter, einer der konsultierten Ärzte, wies sie auf die neuartige Krebstherapie des Dr. Fell hin. Salter hatte einen von Fells „offenen Praxistagen“ besucht und zeigte sich beeindruckt von dem Gesehenen. Sein Bericht bewog Emily Gosse, sich in die Behandlung von Dr. Fell zu begeben. Bei ihrem Besuch bei Dr. Fell wurden dem Ehepaar Photographien und zahlreiche in Spiritus konservierte „abgefallene“ Tumore gezeigt und eine seit drei Wochen wegen Brustkrebs in Behandlung befindliche Frau in mittlerem Alter vorgestellt, deren Tumor tot und isoliert schien und die versicherte, die Schmerzen der Behandlung seien kaum der Rede wert. Fell behauptete, die Behandlung durch ihn und andere „Mit-Besitzer des Geheimnisses in den Vereinigten Staaten“ sei in über 80 % der Fälle erfolgreich. Das überzeugte und im Mai 1856 begann die Behandlung von Emily Gosse.
In den folgenden vier Monaten fuhr Emily Gosse dreimal in der Woche von Islington zur Praxis von Fell in Pimlico, wo ihr Tumor mit Salbenapplikationen behandelt wurde. Emily Gosse musste dabei feststellen, dass die von der ätzenden Salbe verursachten Schmerzen erheblich und kaum zu ertragen waren. Dennoch waren am Ende des Sommers keine Fortschritte feststellbar und Fell empfahl nun die „Extraktion“ des Tumors. Zu diesem Zweck wurde die Haut der Brust zunächst mit Salpetersäure betupft, dann wurden mehrere flache Schnitte im Abstand von etwas ½ Zoll angebracht. Auf den so präparierten Bereich wurde ein Pflaster mit einer „purpurfarbenen klebrigen Substanz“ gelegt. Am folgenden Tag wurde die Prozedur wiederholt und das Verfahren so lange fortgesetzt, bis die Tiefe der Schnitte es erlaubte, schmale, mit der purpurfarbenen Substanz bedeckte Leinenstreifen in die Schnittwunden einzuführen. Die durch diese Behandlung verursachten Schmerzen wurden von einer Freundin der Patientin als „Folter“ beschrieben, die einen „schnellen Verfall“ der Kranken verursachte. Schlaf war nur mithilfe von Opiaten möglich, deren Einnahme Dr. Fell als „unbedingt notwendig“ bezeichnete. Nach vier Wochen hatten die Einschnitte eine Tiefe von 1¼ Zoll erreicht und Dr. Fell meinte, damit den Boden des Tumors erreicht zu haben. Nun wurden ringförmige Pflaster um den Tumor gelegt, um ihn zum Abfallen zu bewegen.
Am 23. November fiel der Tumor schließlich ab. „Da lag er auf dem Tisch, ein fester Block einer schwarzen Masse in Größe und Form ähnlich einem Steinpilz, mit tiefen Narben auf der einen Seite und auf der anderen nahezu glatt. Die entsprechende Höhlung der Brust war rohes Fleisch mit teilweise eitrigem Rand, doch von insgesamt gesundem Aussehen.“ Das war jedoch nicht das Ende, denn zwei Tage später fand Dr. Fell einen weiteren Tumor, der nach weiteren vier Wochen der Behandlung ebenfalls abfiel, „etwa in der Größe eines Hühnereis“. Hoffnungen auf eine Heilung zerschlugen sich jedoch, als Dr. Fell zwei weitere Tumore entdeckte und nun feststellte, dass die Krankheit offenbar „im Blut“ sei.
Zu jener Zeit gab es zwei widerstreitende Theorien zur Natur des Krebses, nämlich die einer „lokalen“ beziehungsweise einer „konstitutionellen“ Krankheit. Eine lokale Krankheit hat ihre Ursache zum Beispiel in einem Tumor und kann durch dessen Entfernung geheilt werden, eine konstitutionelle Krankheit dagegen erfasst den ganzen Körper und breitet sich in ihm aus. Wie man heute weiß, trifft beides zu. Da das Ehepaar Gosse nun die Hoffnung verlor und die Aussicht auf die Extraktion immer neuer Tumore unerträglich war, Philip Henry Gosse zudem keinen Sinn darin erkennen konnte, eine konstitutionelle Krankheit lokal heilen zu wollen, brach man die Behandlung ab und begab sich in die Hände von John Epps, einem Homöopathen und Mitglied der Plymouthbrüder, einer evangelisch-freikirchlichen Gruppe, der auch das Ehepaar Gosse angehörte. Emily Gosse erholte sich nun etwas von der Tortur der Fellschen Behandlung, das Ende war aber unausweichlich und am 10. Februar 1857 starb sie.

### Späte Jahre
Über Fells spätere Jahre ist wenig bekannt. Da seine Tochter 1862 in New York heiratete, hielt er sich zu dieser Zeit möglicherweise in den Vereinigten Staaten auf. Er wurde Mitglied der British Medical Association. 1871 hatte er eine Praxis im Londoner Stadtteil Holloway und wohnte dort 63 Tollington Park. Die im Zensus von 1871 und 1881 als seine Ehefrau angegebene Lucy Gayson Fell, geborene Dickie, soll er jedoch erst im Sommer 1888 geheiratet haben. Im folgenden Jahr starb Fell im Alter von 70 Jahren. Sein Grab befindet sich auf dem Highgate Cemetery.

## Medizinhistorische Rezeption
Fell und seine Salbe blieben über Jahrzehnte weitgehend vergessen. 1943 wurde ein Brief Fells an George Palmer Kern im Bulletin of the History of Medicine abgedruckt. 1949 erschien dann eine erste biographische Skizze von Ruth T. Farrow in der gleichen Zeitschrift und 1994 ein weiterer Artikel von L. R. Croft in Medical History. In populärer Literatur wurden Fells Behandlungsmethoden mit merklicher Empörung von Judith Flanders in The Victorian House geschildert.
Die Bewertung von Fells Therapie gestaltet sich schwierig und muss in Relation zu anderen zeitgenössischen Therapien gesehen werden. Dass nach einer „Extraktion“ einer Krebsgeschwulst an anderer Stelle neue Tumore auftraten, war auch bei anderen Therapien so, chirurgisches Entfernen barg erhebliche Risiken und bot auch keine Sicherheit vor einem Wiederauftreten von Tumoren. Dass die kanadische Blutwurz nach menschlichem Ermessen ohne therapeutischen Nutzen bei Krebs ist, mag sein. Auf der anderen Seite empfahl Benjamin Collins Brodie, medizinische Koryphäe, in Fällen, bei denen Patienten eine Operation ablehnten, die Behandlung mit Sassaparille. Dass die Behandlung angesichts des ungewissen Erfolgs für die Patienten mit übermäßigen Schmerzen verbunden war, wurde von Fell zwar bestritten, dem widersprechen aber die Berichte über die Erkrankung von Emily Gosse, zudem kann von erheblichen Schmerzen ausgegangen werden, da die Behandlung auf ein sich über Wochen hinziehendes Wegätzen des erkrankten Gewebes hinauslief. Auf der anderen Seite wurde im Viktorianischen Zeitalter in für heutige Begriffe sehr unbedenklicher Weise ausgiebiger Gebrauch von Opiaten gemacht, meist in Form von Laudanum, das man in beliebiger Menge in der Apotheke kaufen konnte. Fells Therapie war zwar, wenn keine Extraktion des Tumors wie im Fall von Emily Gosse notwendig wurde, rein technisch gesehen eine Behandlung von Krebs „ohne Messer“ (so der Titel einer Schrift Fells von 1868), großflächiges Verätzen entspricht aber sicher nicht unserem heutige Verständnis von sanfter Medizin.
Fell war zweifellos geschäftstüchtig, anders ließe sich der aufwendige Lebensstil und der schnelle Aufbau eines wohlhabenden Patientenstamms nicht erklären. In dem oben erwähnten Brief schrieb Fell unverblümt, er habe sich nun in London niedergelassen, um „John Bull von seinem Überschuss an ‚britischem Gold‘ zu befreien“. Es gibt aber keine Berichte dahingehend, dass Fell aus dem Rahmen des Üblichen fallende Honorare gefordert hätte. Zudem sind Vorwürfe gegen Fell in dieser Richtung vonseiten der britischen Ärzte durchaus heuchlerisch, denn sie selbst arbeiteten ebenfalls keineswegs für Gotteslohn. Im gleichen Brief empört sich Fell beispielsweise über die britische Praxis des fee-splitting, wobei es sich um die durchaus übliche Forderung einer Provision für die Überweisung eines Patienten handelte. Einer seiner Kollegen soll ihm geschrieben haben, er habe eine Patientin „mit einer einfachen Geschwulst, sagen wir ihr, es sei Krebs – (Sie müssen verstehen, dass ich hier als Autorität für das Thema gelte) und Sie berechnen 500 oder 600 Dollar und wir teilen anschließend.“
Kanadische Blutwurz und Zinkchlorid, die Bestandteile der Fellschen Salbe, finden noch heute in nicht zugelassenen, in Deutschland und den USA verbotenen, alternativmedizinischen Krebstherapien als „Schwarze Salbe“ Verwendung.

## Bibliografie
- A Treatise on Cancer, and Its Treatment. John Churchill, London 1857, Digitalisat.
- Cancer: Its Treatment by Means of Paste and Incisions. R. Boyd, London 1866.
- Cancer, Its Treatment Without the Knife. London 1868.